# Oigny-en-Valois

Oigny-en-Valois este o comună în departamentul Ain, Franța. În 1 ianuarie 2022 avea o populație de 175 de locuitori.